# Ferdinand Dudenhöffer
Ferdinand Dudenhöffer (* 29. Juni 1951 in Karlsruhe) ist ein deutscher Wirtschaftswissenschaftler und Hochschullehrer. 

## Leben
Dudenhöffer wurde in Karlsruhe geboren und wuchs in Herxheim bei Landau/Pfalz auf. Nach dem Abitur in Landau in der Pfalz studierte er in den Jahren 1972 bis 1977 an der Universität Mannheim Volkswirtschaftslehre. Im Jahr 1983 wurde er dort promoviert. In den Jahren 1985 bis 1987 arbeitete er bei der Adam Opel AG, in den Jahren 1987 bis 1990 leitete er die Abteilung Marktforschung und Vermarktungsstrategie bei der Porsche AG. Daran schlossen sich weitere Führungsfunktionen in der Automobilindustrie an (Peugeot Deutschland 1991–1994 und Citroën Deutschland 1994–1996).
Dudenhöffer war von 1996 bis 2008 Professor für Marketing und Unternehmensführung an der FH Gelsenkirchen. Er wurde 2008 Professor für Allgemeine Betriebswirtschaftslehre und Automobilwirtschaft an der Universität Duisburg-Essen in Duisburg.
Nach seiner Pensionierung in Deutschland setzte er kurzzeitig im März 2020 seine Laufbahn an der Universität St. Gallen in der Schweiz fort. 
Er war im Jahr 2000 Gründer und Direktor des Center Automotive Research (CAR), zunächst an der Fachhochschule Gelsenkirchen, ab 2009 an der Universität Duisburg-Essen, das seit 2020 als privatwirtschaftliches Forschungsinstitut geführt wird.
Dudenhöffer hat sich oft in Medien zu aktuellen Themen der Automobilindustrie und Verkehrspolitik geäußert, was ihm einen Ruf als „Autopapst“ einbrachte.
Im Mai 2020 wurde er Direktor des privatwirtschaftlichen CAR-Center Automotive Research in Duisburg. Am 14. November 2023 teilte das Institut mit, der Beratervertrag Dudenhöffers laufe zum Jahresende aus und werde nicht verlängert. Dudenhöffer gründete eine neue Gesellschaft mit Sitz in Bochum, die Ferdi Research GmbH.

## Veröffentlichungen (Auswahl)
- Mehrheitswahlentscheidungen über Umweltnutzungen: eine Untersuchung von Gleichgewichtszuständen in einem mikroökonomischen Markt- und Abstimmungsmodell (= Staatliche Allokationspolitik im marktwirtschaftlichen System, Band 9). Lang, Frankfurt am Main / Bern / New York 1983, ISBN 3-8204-7778-0 (Dissertation Universität Mannheim 1982, IV, 226 Seiten).
- Baugleiche Produkte, Customer Value und Markenpolitik, VDI, Düsseldorf 1996.
- Markenentwicklung bei austauschbaren Produkten. Outsourcing, Plattform-Strategien und Badge Engineering, Wirtschaftswissenschaftliches Studium 3/1997.
- Marken im Informationszeitalter – Netzintelligenz für die Marke, Absatzwirtschaft 10/1998.
- Trends 2000 – Szenario Automobilvertrieb 2000, Kfz-Betriebmagazin 12/1999.
- Automobilvertrieb 2000, Automobil-Wirtschaft 4/1999.
- Chancen und Risiken bei der Ausrichtung der Automobil-Vertriebswege für das Informationszeitalter, Thexis, St. Gallen 1999.
- Post-Merger-Strategien: Im Mittelpunkt strategischer Überlegungen steht ein Marketingproblem, Absatzwirtschaft 11/2000.
- E-Commerce-Stufen in der Automobilwirtschaft, Controlling 8–9/2000.
- Die Entwicklung der Automobil-Handelsnetze, WISU – Das Wirtschaftsstudium 8–9/2000.
- Der Bugatti-Effekt, Marketing Journal 5/2001.
- Zaghafter Aufschwung im europäischen Automobilgeschäft.
- Wer kriegt die Kurve? Zeitenwende in der Autoindustrie, Campus, Frankfurt am Main 2016, ISBN 978-3-593-50607-4. (Übersetzt ins Koreanische und Chinesische)
- Das Batterieauto ist die Zukunft, Wirtschaftsdienst 2019, Heft 4.
- Corona: Certainty in Uncertain Times, Marke 41, 2/2020.